# Иродион Илоезерский
Иродио́н (умер 28 сентября 1541) — ученик Корнилия Комельского. Почитается Русской православной церковью в лике преподобных, память совершается 28 сентября (по юлианскиму календарю).
Краткое известие об Иродионе в XVII веке было написано по поводу церковного расследования о его жизни и чудесах, произведённого в 1653 году архимандритом Кирилло-Белозерского монастыря Митрофаном (1652—1660) по поручению архиепископа Новгородского Никона. Из него известно, что Иродион после смерти учителя в нескольких верстах от Белозерска основал монастырь на острове озера Ило, устроил себе келию и основал храм в честь Рождества Пресвятой Богородицы, вокруг которого затем возникла Илоезерская Озадская пустынь (или Иродионова Илоезерская Богородицерождественская пустынь).
Иродион скончался 28 сентября 1541 года и был погребён в устроенной им часовне, где в настоящее время хранятся его мощи.